# Drugi rząd Harolda Wilsona

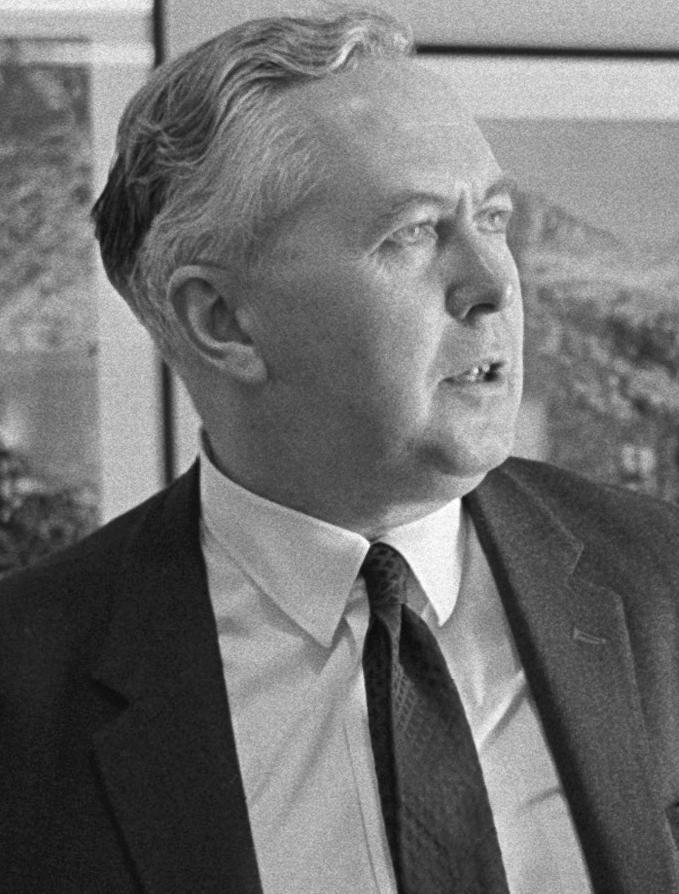
Harold Wilson, premier, pierwszy lord skarbu, minister służby cywilnej

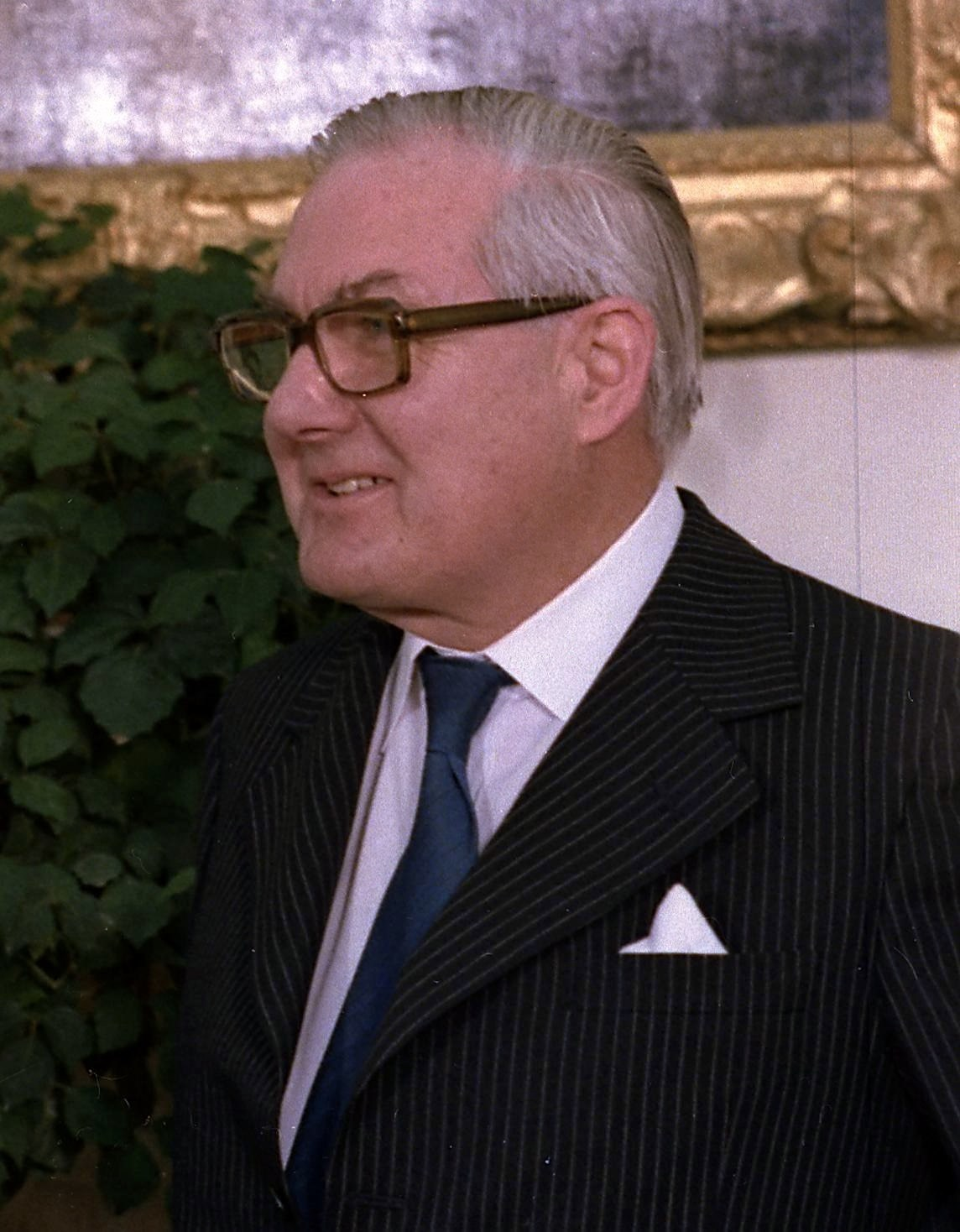
James Callaghan, kanclerz skarbu, minister spraw wewnętrznych

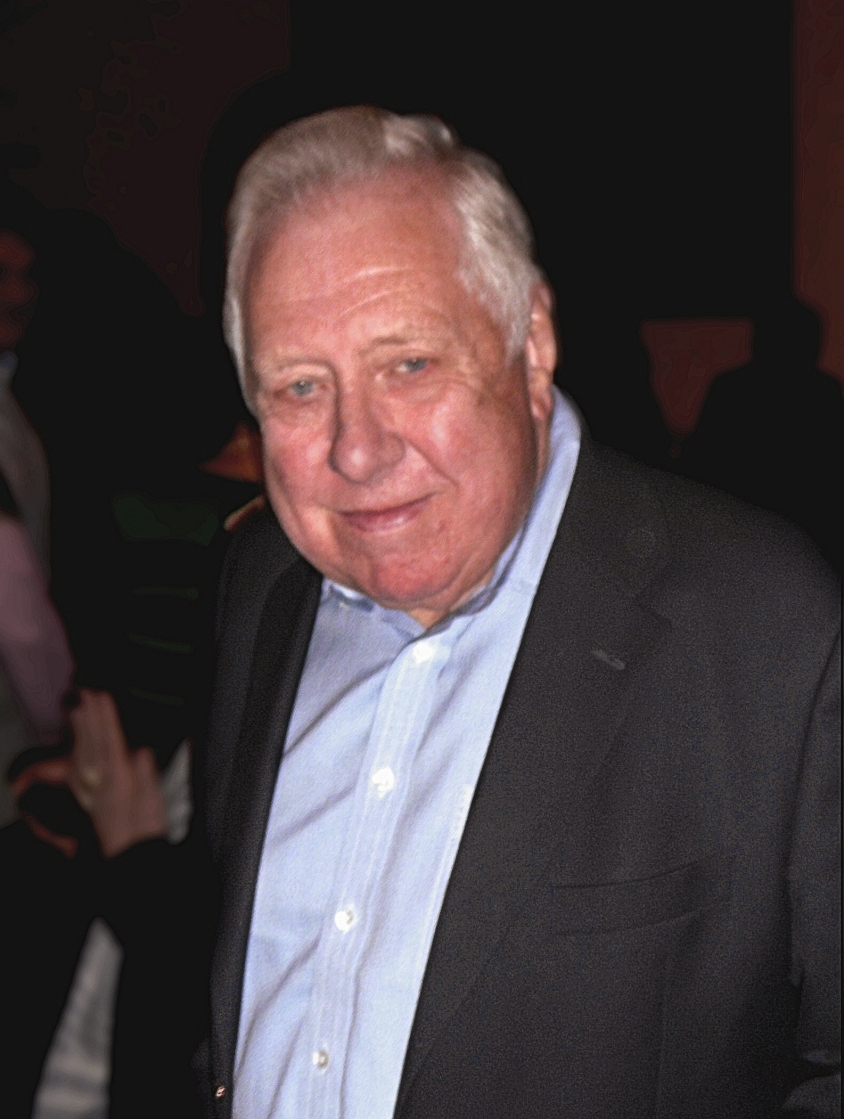
Roy Hattersley, parlamentarny sekretarz w ministerstwie budownictwa i samorządu lokalnego, podsekretarz stanu w ministerstwie zatrudnienia i produkcji, minister stanu ds. administracji

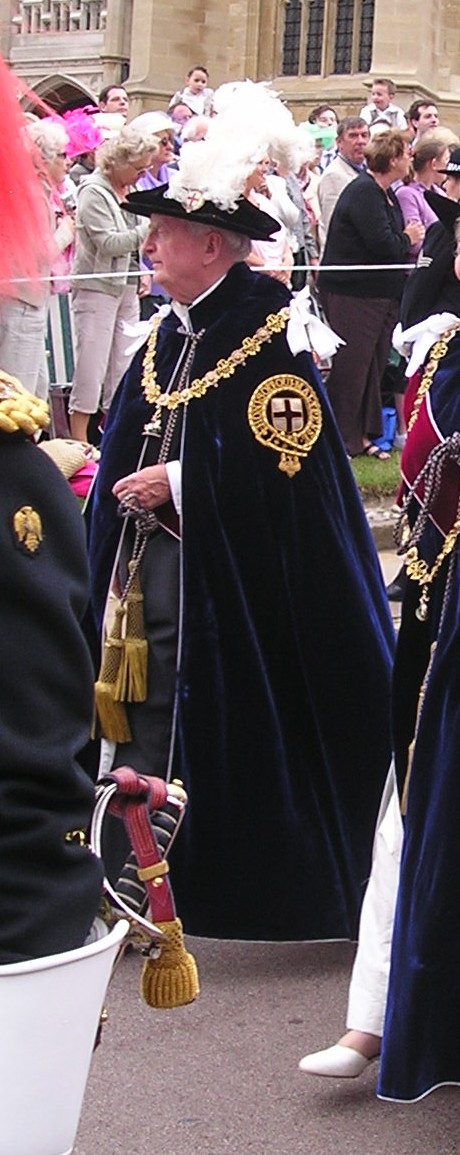
John Morris, parlamentarny sekretarz w ministerstwie transportu, minister stanu ds. zaopatrzenia

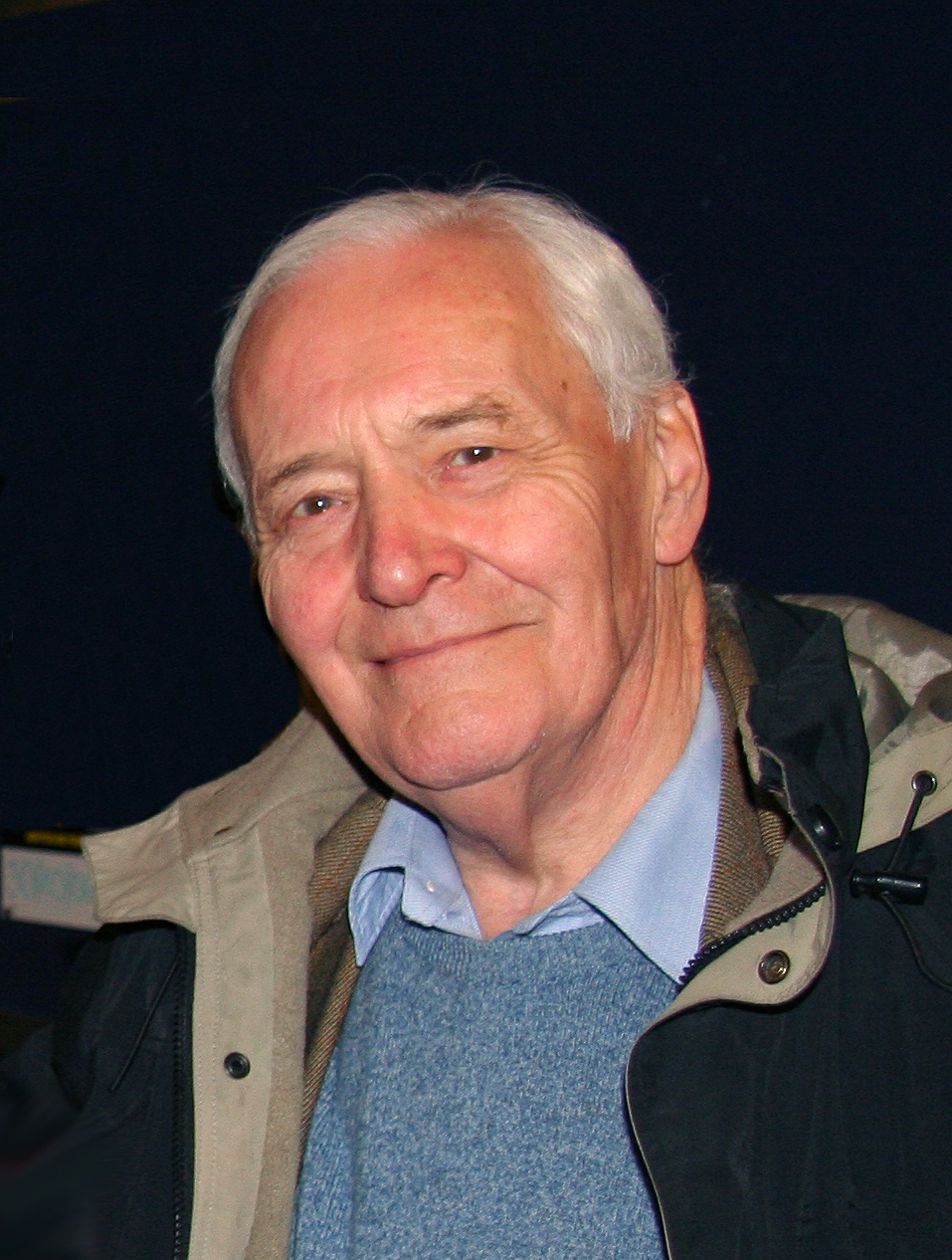
Tony Benn, poczmistrz generalny, minister technologii

Drugi rząd Partii Pracy pod przewodnictwem Harolda Wilsona powstał po wyborach w kwietniu 1966 r. i przetrwał do wyborczej porażki laburzystów w czerwcu 1970 r.
Członków ścisłego gabinetu wyróżniono tłustym drukiem.

## Skład rządu
| Urząd                                                                         | Imię i nazwisko | Kadencja                                                                             |
| ----------------------------------------------------------------------------- | --- | ------------------------------------------------------------------------------------ |
| Premier Pierwszy lord skarbu Minister służby cywilnej                         | Harold Wilson | 1966–1970                                                                            |
|                                                                               | |                                                                                      |
| Pierwszy sekretarz stanu                                                      | George Brown Michael Stewart Barbara Castle | 1966 1966–1968 1968–1970                                                             |
| Lord kanclerz                                                                 | Gerald Gardiner, baron Gardiner | 1966–1970                                                                            |
| Lord przewodniczący Rady                                                      | Herbert Bowden Richard Crossman Fred Peart | 1966 1966–1968 1968–1970                                                             |
| Lord tajnej pieczęci                                                          | Frank Pakenham, 7. hrabia Longford Edward Shackleton, baron Shackleton Fred Peart Edward Shackleton, baron Shackleton                                                                    | 1966–1968 1968 1968–1970                                                             |
| Kanclerz skarbu                                                               | James Callaghan Roy Jenkins | 1966–1967 1967–1970                                                                  |
| Naczelny sekretarz skarbu                                                     | John Diamond | 1966–1970                                                                            |
| Minister stanu skarbu                                                         | David Mauerman Bill Rodgers | 1968–1969 1969–1970                                                                  |
| Parlamentarny sekretarz skarbu                                                | Edward Short John Silkin Bob Mellish | 1966 1966–1969 1969–1970                                                             |
| Finansowy sekretarz skarbu                                                    | Niall MacDermot Harold Lever Dick Taverne | 1966–1967 1967–1969 1969–1970                                                        |
| Minister spraw ekonomicznych                                                  | George Brown Michael Stewart Peter Shore | 1966 1966–1967 1967–1969                                                             |
| Minister stanu w ministerstwie spraw ekonomicznych                            | Austen Albu Thomas Urwin | 1966–1967 1968–1969                                                                  |
| Podsekretarz stanu w ministerstwie spraw ekonomicznych                        | Bill Rodgers Harold Lever Peter Shore Alan Williams Edmund Dell | 1966–1967 1967 1967–1969 1967–1968                                                   |
| Lord skarbu                                                                   | George Lawson Alan Fitch Joseph Harper William Howie Harry Gourlay Brian O’Malley William Whitlock Walter Harrison Jack McCann Neil McBride Ernest Perry Ernest Armstrong                | 1966–1967 1966–1969 1966–1970 1966–1967 1967–1969 1967 1967–1969 1968–1970 1969–1970 |
| Minister spraw zagranicznych                                                  | Michael Stewart George Brown Michael Stewart | 1966 1966–1968 1968–1970                                                             |
| Minister stanu w Foreign Office                                               | Hugh Foot, baron Caradon Walter Padley Alun Jones, baron Chalfont Eirene White Frederick Mulley George Thomson Goronwy Roberts Malcolm Shepherd, 2. baron Shepherd                       | 1966–1970 1966–1967 1966–1970 1966–1967 1967–1969 1967 1967–1969 1968–1970           |
| Podsekretarz stanu w Foreign Office                                           | Henry Walston, baron Walston Bill Rodgers Maurice Foley William Whitlock Evan Luard | 1966–1967 1967–1968 1968–1970 1968–1969 1969–1970                                    |
| Minister spraw wewnętrznych                                                   | Roy Jenkins James Callaghan | 1966–1967 1967–1970                                                                  |
| Minister stanu w Home Office                                                  | Alice Bacon Victor Collins, baron Stonham Shirley Williams | 1966–1967 1967–1969 1969–1970                                                        |
| Podsekretarz stanu w Home Office                                              | Victor Collins, baron Stonham Maurice Foley Dick Taverne David Ennals Elystan Morgan Merlyn Rees                                                                                         | 1966–1967 1967–1968 1968–1970                                                        |
| Minister rolnictwa, rybołówstwa i żywności                                    | Fred Peart Cledwyn Hughes | 1966–1968 1968–1970                                                                  |
| Parlamentarny sekretarz w ministerstwie rolnictwa, rybołówstwa i żywności     | John Mackie James Hoy | 1966–1970                                                                            |
| Minister stanu ds. lotnictwa                                                  | Frederick Mulley John Stonehouse | 1966–1967 1967                                                                       |
| Parlamentarny sekretarz ds. lotnictwa                                         | Julian Snow | 1966–1967                                                                            |
| Minister ds. kolonii                                                          | Frederick Lee | 1966–1967                                                                            |
| Podsekretarz stanu w ministerstwie ds. kolonii                                | John Stonehouse | 1966–1967                                                                            |
| Minister ds. Wspólnoty Narodów                                                | Arthur Bottomley Herbert Bowden George Thomson | 1966 1966–1967 1967–1968                                                             |
| Minister stanu w ministerstwie ds. Wspólnoty Narodów                          | Judith Hart George Thomson Malcolm Shepherd, 2. baron Shepherd | 1966–1967 1967–1968                                                                  |
| Podsekretarz stanu w ministerstwie ds. Wspólnoty Narodów                      | Frank Beswick, baron Beswick William Whitlock | 1966–1967 1967–1968                                                                  |
| Minister obrony                                                               | Denis Healey | 1966–1970                                                                            |
| Minister stanu ds. armii                                                      | Gerald Reynolds | 1966–1970                                                                            |
| Podsekretarz stanu ds. armii                                                  | David Ennals James Boyden Ivor Richard | 1966–1967 1967–1969 1969–1970                                                        |
| Minister stanu ds. marynarki wojennej                                         | Joseph Mallalieu | 1966–1967                                                                            |
| Podsekretarz stanu ds. marynarki wojennej                                     | Ian Winterbottom, baron Winterbottom Maurice Foley David Owen | 1966–1967 1967–1968 1968–1970                                                        |
| Minister stanu ds. sił powietrznych                                           | Edward Shackleton, baron Schackleton | 1966–1967                                                                            |
| Podsekretarz stanu ds. sił powietrznych                                       | Merlyn Rees Ian Winterbottom, baron Winterbottom | 1966–1967 1968–1970                                                                  |
| Minister stanu ds. administracji                                              | Gerald Reynolds Roy Hattersley | 1967–1969 1969–1970                                                                  |
| Podsekretarz stanu ds. zaopatrzenia                                           | Roy Mason John Morris | 1967–1968 1968–1970                                                                  |
| Minister edukacji i nauki                                                     | Anthony Crosland Patrick Gordon Walker Edward Short | 1966–1967 1967–1968 1968–1970                                                        |
| Minister stanu w ministerstwie edukacji i nauki                               | Edward Redhead Goronwy Roberts Shirley Williams Alice Bacon Gerald Fowler | 1966–1967 1967–1969 1967–1970 1969–1970                                              |
| Minister ds. sztuki                                                           | Jennie Lee | 1967–1970                                                                            |
| Podsekretarz stanu w ministerstwie edukacji i nauki                           | Denis Howell Jannie Lee Joan Lestor | 1966–1969 1966–1967 1969–1970                                                        |
| Minister zatrudnienia i produkcji                                             | Barbara Castle | 1968–1970                                                                            |
| Minister stanu w ministerstwie zatrudnienia i produkcji                       | Edmund Dell | 1969–1970                                                                            |
| Podsekretarz stanu w ministerstwie zatrudnienia i produkcji                   | Ernest Fernyhough Roy Hattersley Harold Walker | 1968–1969                                                                            |
| Minister zdrowia                                                              | Kenneth Robinson | 1966–1968                                                                            |
| Parlamentarny sekretarz w ministerstwie zdrowia                               | Charles Loughlin Julian Snow | 1966–1967 1967–1970                                                                  |
| Minister służby socjalnej                                                     | Richard Crossman | 1968–1970                                                                            |
| Minister stanu w ministerstwie służby socjalnej                               | Stephen Swingler David Ennals Beatrice Serota, baronowa Serota | 1968–1969 1968–1970 1969–1970                                                        |
| Podsekretarz stanu w ministerstwie służby socjalnej                           | Norman Pentland Chalres Loughlin Julian Snow Brian O’Malley John Dunwoody | 1968–1969 1968 1968–1969 1969–1970                                                   |
| Minister ds. budownictwa i samorządu lokalnego                                | Richard Crossman Anthony Greenwood Bob Mellish | 1966 1966–1970 1970                                                                  |
| Minister stanu w ministerstwie ds. budownictwa i samorządu lokalnego          | Frederick Willey Nuall MacDermont Denis Howell | 1967–1970 1967–1968 1969–1970                                                        |
| Minister stanu ds. planowania i ziemi                                         | Kenneth Robinson | 1968–1969                                                                            |
| Parlamentarny sekretarz w ministerstwie ds. budownictwa i samorządu lokalnego | Bob Mellish James MacColl Wayland Young, 2. baron Kennet Shirley Williams Ernest Fernyhough Roy Hattersley Arthur Skeffington Reg Freeson                                                | 1966–1967 1966–1969 1966–1970 1966–1967 1967–1968 1967–1970 1969–1970                |
| Minister pracy                                                                | Ray Gunter | 1964–1968                                                                            |
| Kanclerz Księstwa Lancaster                                                   | George Thomson Frederick Lee George Thomson | 1966–1967 1967–1969 1969–1970                                                        |
| Minister samorządu lokalnego i planowania regionalnego                        | Anthony Crosland | 1969–1970                                                                            |
| Minister stanu w ministerstwie samorządu lokalnego i planowania regionalnego  | Thomas Urwin | 1969–1970                                                                            |
| Minister ds. ziemi i zasobów naturalnych                                      | Frederick Willey | 1966–1967                                                                            |
| Parlamentarny sekretarz w ministerstwie ds. ziemi i zasobów naturalnych       | Arthur Skeffington | 1966–1967                                                                            |
| Minister ds. rozwoju zamorskiego                                              | Anthony Greenwood Arthur Bottomley Reginald Prentice Judith Hart | 1966 1966–1967 1967–1969 1969–1970                                                   |
| Parlamentarny sekretarz w ministerstwie ds. rozwoju zamorskiego               | Albert Oram Benjamin Whitaker | 1966–1969 1969–1970                                                                  |
| Paymaster-General                                                             | George Wigg Edward Shackleton, baron Shackleton Judith Hart Harold Lever | 1966–1967 1968 1968–1969 1969–1970                                                   |
| Minister emerytur i zabezpieczenia narodowego                                 | Margaret Herbison | 1966                                                                                 |
| Parlamentarny sekretarz w ministerstwie ds. rozwoju zamorskiego               | Harold Davies Norman Pentland | 1966                                                                                 |
| Minister bez teki                                                             | Arthur Champion, baron Champion Douglas Houghton Edward Shackleton, baron Shackleton Patrick Gordon Walker George Thomson Peter Shore                                                    | 1966–1967 1967–1968 1968–1969 1969–1970                                              |
| Poczmistrz generalny                                                          | Tony Benn Edward Short Roy Mason John Stonehouse | 1966 1966–1968 1968 1968–1969                                                        |
| Asystent poczmistrza generalnego                                              | Joseph Slater | 1966–1969                                                                            |
| Minister ds. poczty i telekomunikacji                                         | John Stonehouse | 1969–1970                                                                            |
| Parlamentarny sekretarz w ministerstwie ds. poczty i telekomunikacji          | Joseph Staler Norman Pentland | 1969 1969–1970                                                                       |
| Minister mocy                                                                 | Richard Marsh Ray Gunter Roy Mason | 1966–1968 1968 1968–1969                                                             |
| Parlamentarny sekretarz w ministerstwie mocy                                  | Jeremy Bray Reg Freeson | 1966–1967 1967–1969                                                                  |
| Minister prac publicznych                                                     | Reginald Prentice Bob Mellish John Silkin | 1966–1967 1967–1969 1969–1970                                                        |
| Parlamentarny sekretarz w ministerstwie prac publicznych                      | James Boyden Ian Winterbottom, baron Winterbottom Charles Loughlin | 1966–1967 1967–1968 1968–1970                                                        |
| Minister ds. Szkocji                                                          | William Ross | 1966–1970                                                                            |
| Minister stanu w ministerstwie ds. Szkocji                                    | George Willis Dickson Mabon William Hughes, baron Hughes | 1966–1967 1967–1970 1969–1970                                                        |
| Podsekretarz stanu w ministerstwie ds. Szkocji                                | William Hughes, baron Hughes Dickson Mabon Bruce Millan Norman Buchan | 1966–1969 1966–1967 1966–1970 1967–1970                                              |
| Minister zabezpieczenia socjalnego                                            | Margaret Herbison Judith Hart | 1966–1967 1967–1968                                                                  |
| Parlamentarny sekretarz w ministerstwie zabezpieczenia socjalnego             | Harold Davies Norman Pentland Charles Loughlin | 1966–1967 1966–1968 1967–1968                                                        |
| Minister technologii                                                          | Frank Cousins Tony Benn | 1966 1966–1970                                                                       |
| Minister stanu w ministerstwie technologii                                    | John Stonehouse Joseph Mallalieu Reginald Prentice George Delacourt-Smith, baron Delacourt-Smith Eric Varley                                                                             | 1967–1968 1968–1969 1969 1969–1970                                                   |
| Parlamentarny sekretarz w ministerstwie technologii                           | Peter Shore Edmund Dell Jeremy Bray Gerald Fowler Alan Williams Neil Carmichael Ernest Davies                                                                                            | 1966–1967 1967–1969 1969–1970                                                        |
| Przewodniczący Zarządu Handlu                                                 | Douglas Jay Anthony Crosland Roy Mason | 1966–1967 1967–1969 1969–1970                                                        |
| Minister stanu ds. handlu                                                     | George Darling Roy Mason Wilfred Brown, baron Brown Joseph Mallalieu Edmund Dell Bill Rodgers Goronwy Roberts                                                                            | 1966–1968 1966–1967 1966–1970 1967–1968 1968–1969 1969–1970                          |
| Parlamentarny sekretarz przy Zarządzie Handlu                                 | Hervey Rhodes, baron Rhodes Henry Walston, baron Walston Gwyneth Dunwoody | 1966–1967 1967 1967–1970                                                             |
| Minister transportu                                                           | Barbara Castle Richard Marsh Frederick Mulley | 1966–1968 1968–1969 1969–1970                                                        |
| Minister stanu w ministerstwie transportu                                     | Stephen Swingler | 1967–1968                                                                            |
| Parlamentarny sekretarz w ministerstwie transportu                            | Stephen Swingler John Morris Neil Carmichael Robert Brown Albert Murray | 1966–1967 1966–1968 1967–1969 1968–1970 1969–1970                                    |
| Minister ds. Walii                                                            | Cledwyn Hughes George Thomas | 1966–1968 1968–1970                                                                  |
| Minister stanu w ministerstwie ds. Walii                                      | George Thomas Eirene White | 1966–1967 1967–1970                                                                  |
| Podsekretarz stanu w ministerstwie ds. Walii                                  | Ifor Davies Ted Rowlands | 1966–1969 1969–1970                                                                  |
| Prokurator generalny                                                          | Elwyn Jones | 1966–1970                                                                            |
| Solicitor General Anglii i Walii                                              | Dingle Foot Arthur Irvine | 1966–1967 1967–1970                                                                  |
| Lord adwokat                                                                  | George Stott Henry Wilson | 1966–1967 1967–1970                                                                  |
| Solicitor General Szkocji                                                     | Henry Wilson Evan George Stewart | 1966–1967 1967–1970                                                                  |
| Skarbnik Dworu Królewskiego                                                   | John Silkin Charles Grey Charles Richard Morris | 1966 1966–1969 1969–1970                                                             |
| Kontroler Dworu Królewskiego                                                  | Charles Grey William Whitlock William Howie Ioan Evans | 1966 1966–1967 1967–1968 1968–1970                                                   |
| Wiceszambelan Dworu Królewskiego                                              | Jack McCann Charles Richard Morris Alan Fitch | 1966–1967 1967–1969 1969–1970                                                        |
| Kapitan Gentlemen-at-Arms                                                     | Malcolm Shepherd, 2. baron Shepherd Frank Beswick, baron Beswick | 1966–1967 1967–1970                                                                  |
| Kapitan Ochotników Gwardii                                                    | Frank Bowles, baron Bowles | 1966–1970                                                                            |
| Lord-in-waiting                                                               | Reginald Sorensen, baron Sorensen Norah Phillips, baronowa Phillips Albert Hilton, baron Hilton of Upton Beatrice Serota, baronowa Serota Anne Llewelyn-Davies, baronowa Llewelyn-Davies | 1966–1968 1966–1970 1968–1969 1969–1970                                              |